# Dietrich von Oppen
Dietrich von Oppen (né le 22 novembre 1912 à Eberswalde près de Berlin et mort le 27 janvier 2006 à Marbourg) est un théologien et éthicien social allemand.

## Origine
Ses parents sont le major prussien Konrad von Oppen (1875-1914) et son épouse Hélène (Hella), née von Ruville (1879-1966). Le lieutenant-général prussien Karl von Oppen est son grand-père.

## Biographie
De 1933 à 1939, von Oppen étudie d'abord la théologie, puis l'histoire et la sociologie à Berlin et Königsberg. En 1933, il devient d'abord membre étudiant de la Schutzstaffel (SS), puis travaille au service rural de l'Association des étudiants allemands (de) de 1935 à 1937. À partir de 1937, il est membre du NSDAP. Entre le service militaire et une longue maladie, il termine ses études en 1942 par un doctorat avec la thèse rédigée à Innsbruck en tant qu'invité de l'historien Theodor Schieder sur l'évolution démographique en Prusse-Occidentale sous le titre Die Umvolkung in Westpreußen von der Reichsgründung bis zum Weltkriege,.
À partir des années 1950, il travaille d'abord comme sociologue à Dortmund et à Hambourg (Académie d'économie communautaire) , où il complète son habilitation en 1957 auprès d'Helmut Schelsky sur les coopératives de consommation allemandes
De 1960 à 1980, Dietrich von Oppen enseigne l'éthique sociale à la faculté de théologie de l' université Philippe de Marbourg. Après 1968, il dirige des « séminaires de réforme » avec des étudiants. Il est temporairement membre du conseil d'administration de l'Université Philippe. De 1973 à 1976, il travaille également comme Ephorus (de) pour l'Institut des boursiers de Hesse (de). En 1992, il reçoit un doctorat honorifique de l'Institut théologique de l'Université de Cluj-Napoca à Sibiu (Hermannstadt).
En 1992, Dietrich von Oppen est l'un des signataires d'un discours de solidarité envers le psychiatre controversé pour enfants et adolescents Hermann Stutte (de). Au milieu des années 1990, la thèse de von Oppen fait l'objet d'un débat public à Marbourg. Un ancien auditeur (Klaus Ahlheim (de)) fait connaître les formulations nationales-socialistes et antisémites qui y sont contenues, telles que : Par exemple : « Le Reich devient juif des provinces de l’Est ! » ou « Toute la véritable culture a été transmise aux Polonais au cours de leur histoire par les Allemands. »

## Publications (sélection)
- Lebensskizzen aus der Familie von Oppen vornehmlich im 20. Jahrhundert. Ein zeitgeschichtliches Lesebuch.'', dir.: Verband der Familie von Oppen, Druck Karl Schillinger Freiburg i. Br., Selbstverlag, Bad Homburg, 1985, S. 192 f. DNB 860582469
- Das personale Zeitalter. Formen und Grundlagen gesellschaftlichen Lebens im 20. Jahrhundert. (Handbücherei des Christen in der Welt, 7) Stuttgart/Gelnhausen: Burckhardhaus und Kreuz Verlag, 1960, (OCLC 976633298)
- Die Umvolkung in Westpreußen von der Reichsgründung bis zum Weltkriege. Unveröffentlichte Dissertation, Innsbruck, 1942 permalink.obvsg.at (veröffentlicht 1955 in überarbeiteter Form u.d.T. „Deutsche, Polen und Kaschuben in Westpreußen 1871-1914“ dans: Jahrbuch für die Geschichte Mittel- und Ostdeutschlands, Jg. 4, p. 157–223.  (ISSN 0075-2614))